# Tank 7 Farmhouse Ale
Tank 7 Farmhouse Ale is een Amerikaans bier van hoge gisting, sinds 2009 gebrouwen bij de Boulevard Brewing Company in Kansas City (Missouri).
Het is een goudblond bier, type Belgische saison (Engels: Farmhouse Ale), met een alcoholpercentage van 8,5%. Het bier behoort tot de Smokestack series van de brouwerij en wordt gebrouwen met gerste- en tarwemout, twee bitterhoppen Magnum, Bravo en een Amerikaanse aromahop Amarillo. Deze laatste zorgt voor de citrus- en  grapefruittoetsen. Het bier is volledig uitgegist en heeft daardoor een droog karakter.
Het bier is vernoemd naar vergistingstank nummer 7, het zwarte schaap van de vergistingstanken in de brouwerij omdat men er elke bier dat men er tot dan toe in had gebrouwen niet helemaal het gewenste resultaat opleverde, totdat men er een saison in brouwde en Tank 7 Farmhouse Ale het licht zag.
De brouwerij is sinds 2013 onderdeel van Duvel Moortgat USA en het bier wordt verdeeld in 27 Amerikaanse Staten en sinds 2015 ook in België, waar het zowel op fles als op tap verkrijgbaar is.